# Mélissa Gal
Mélissa Gal (ur. 26 października 1999 w Annemasse) – francuska biegaczka narciarska, wicemistrzyni świata młodzieżowców.

## Kariera
Po raz pierwszy na arenie międzynarodowej pojawiła się 5 grudnia 2015 roku w Bessans, gdzie w zawodach FIS zajęła 30. miejsce w biegu na 10 km techniką klasyczną. W 2018 roku wystartowała na mistrzostwach świata juniorów w Goms, gdzie zajęła 5. miejsce w sztafecie, 37. w sprincie stylem dowolnym i 42. w biegu łączonym na 10 km. Podczas rozgrywanych rok później mistrzostw świata juniorów w Lahti zajmowała 20. pozycję w sprincie klasykiem, 21. w biegu na 15 km stylem klasycznym i 30. w biegu na 5 km stylem dowolnym. Na mistrzostwach świata młodzieżowców w Lygna w 2022 roku wraz z kolegami z reprezentacji zdobyła srebrny medal w sztafecie mieszanej. W tej samej konkurencji była też czwarta na mistrzostwach świata młodzieżowców w Vuokatti rok wcześniej.
W Pucharze Świata zadebiutowała 31 stycznia 2021 roku w Falun, gdzie w sprincie stylem klasycznym zajęła 51. miejsce. Pierwsze pucharowe punkty wywalczyła 6 stycznia 2023 roku w Val di Fiemme, zajmując 28. miejsce w sprincie klasykiem.
Wystartowała na igrzyskach olimpijskich w Pekinie w 2022 roku, gdzie zajęła 10. miejsce w sprincie drużynowym, 12. w sztafecie i 41. w biegu na 10 km techniką klasyczną.

## Osiągnięcia

### Igrzyska olimpijskie
| Miejsce | Dzień     | Rok  | Miejscowość | Konkurencja                        | Czas biegu | Strata   | Zwyciężczyni                |
| ------- | --------- | ---- | ----------- | ---------------------------------- | ---------- | -------- | --------------------------- |
| 41.     | 10 lutego | 2022 | Zhangjiakou | 10 km stylem klasycznym            | 28:06,3    | +3:19,4  | Therese Johaug              |
| 12.     | 12 lutego | 2022 | Zhangjiakou | bieg sztafetowy 4×5 km             | 53:41,0    | +5:22,9  | Rosyjski Komitet Olimpijski |
| 10.     | 16 lutego | 2022 | Zhangjiakou | Sprint drużynowy stylem klasycznym | 22:09,85   | +1:55,08 | Niemcy                      |

### Mistrzostwa świata juniorów
| Miejsce | Dzień       | Rok  | Miejscowość | Konkurencja                            | Czas biegu | Strata  | Zwyciężczyni            |
| ------- | ----------- | ---- | ----------- | -------------------------------------- | ---------- | ------- | ----------------------- |
| 37.     | 29 stycznia | 2018 | Goms        | Sprint stylem dowolnym                 | 2:50,24    | —       | Tiril Udnes Weng        |
| 42.     | 1 lutego    | 2018 | Goms        | 10 km bieg łączony                     | 32:55,7    | +4:07,5 | Frida Karlsson          |
| 5.      | 3 lutego    | 2018 | Goms        | bieg sztafetowy 4×3,3 km               | 39:17,4    | +3:34,4 | Niemcy                  |
| 20.     | 20 stycznia | 2019 | Lahti       | Sprint stylem klasycznym               | 3:23,12    | -       | Kristine Stavås Skistad |
| 30.     | 22 stycznia | 2019 | Lahti       | 5 km stylem dowolnym                   | 12:50,6    | +1:21,3 | Frida Karlsson          |
| 21.     | 24 stycznia | 2019 | Lahti       | 15 km stylem klasycznym (start masowy) | 40:45,3    | +3:43,3 | Frida Karlsson          |

### Mistrzostwa świata młodzieżowców (U-23)
| Miejsce | Dzień     | Rok  | Miejscowość | Konkurencja              | Czas biegu | Strata  | Zwyciężczyni    |
| ------- | --------- | ---- | ----------- | ------------------------ | ---------- | ------- | --------------- |
| 22.     | 11 lutego | 2021 | Vuokatti    | Sprint stylem klasycznym | 2:38,07    | —       | Lisa Lohmann    |
| 12.     | 12 lutego | 2021 | Vuokatti    | 10 km stylem dowolnym    | 28:13,6    | +1:06,1 | Izabela Marcisz |
| 4.      | 13 lutego | 2021 | Vuokatti    | Sztafeta mieszana        | 52:52,9    | +9,7    | Norwegia        |
| 7.      | 24 lutego | 2022 | Lygna       | 10 km stylem klasycznym  | 29:59,8    | +31,5   | Anja Weber      |
| 31.     | 26 lutego | 2022 | Lygna       | Sprint stylem dowolnym   | 2:34,79    | —       | Moa Hansson     |
| 2.      | 27 lutego | 2022 | Lygna       | bieg sztafetowy 4×3,3 km | 49:20,5    | +7,5    | Norwegia        |

### Puchar Świata

#### Miejsca w klasyfikacji generalnej
| Sezon     | Miejsce |
| --------- | ------- |
| 2020/2021 | -       |
| 2022/2023 | 98.     |
| 2023/2024 | 55.     |
| 2024/2025 | 56.     |

#### Miejsca na podium w zawodach
Gal nie stanęła na podium indywidualnych zawodów PŚ.